# 2006年10月广东

## 10月30日
- 第六届中国国际航空航天博览会（简称：珠海航展）在珠海开幕，美国波音公司、欧洲空中客车公司、巴西航空工业公司、俄罗斯图波列夫公司等世界航空巨头参展。新华网

## 10月28日
- 中共广东省委任免汕头市、佛山市、惠州市、韶关市四个城市的市委书记。新华网

## 10月27日
- 新加坡总理李显龙在广州会见中共广东省委书记张德江，谈及新加坡与广东的经贸合作。新华网

## 10月24日
- 广东省政府向获得国家质检总局授予的2006年“中国世界名牌产品”称号的中兴通讯和格力电器分别颁发300万元的重奖。新浪网（页面存档备份，存于）

## 10月15日
- 第100届中国出口商品交易会（简称广交会）开幕，展位总数31408个，净展览面积达28.2万平方米。新华网

## 10月12日
- 第八届中国国际高新技术成果交易会（简称高交会）在深圳市会展中心开幕，总展览面积达10.5万平方米。 新华网

- 首次访问广州的中国国民党荣誉主席连战前往拜谒黄花岗七十二烈士墓和广州中山纪念堂。中国新闻网

## 10月5日
- 全球最大的集装箱船“爱玛·马士基”轮（艾瑪·馬士基號）到达深圳港盐田国际码头。新华网

## 10月2日
- 10时29分，广州至拉萨的列车在广州火车站首发，全程4980公里，运行时间为57小时21分。新华网

## 10月1日
- 中国南方航空公司上调至日本、韩国、朝鲜、东南亚、非洲、美洲、澳洲、欧洲、中东等国际航线的燃油附加费。新华网

## 按月存档的广东新闻动态
- 2006年：3月、4月、5月、6月、7月、8月、9月、10月、11月、12月
- 2007年：1月、2月
- 2008年
- 2009年：8月